# Norialsus atrifrons
Norialsus atrifrons är en insektsart som beskrevs av Van Stalle 1986. Norialsus atrifrons ingår i släktet Norialsus och familjen kilstritar. Inga underarter finns listade i Catalogue of Life.